# أهل الطامات
أهل الطامات هو عند الصوفية الرجل الذي يتكلم عن حقائق نفسه وكراماته، وفي مقام الكشف والكرامة هو ملتزم ومقيد. وقيل الطامات عند الصوفية هي عبارة عن التظاهر والتفاخر وإظهار الكمال من أجل خداع الناس والسيطرة عليهم وتسخيرهم لخدمته.